# Distretto di Aihui
Il distretto di Aihui (爱辉区S, Àihuī QūP) è un distretto della Cina, situato nella provincia di Heilongjiang e amministrato dalla prefettura di Heihe.